# Arquidiócesis de Guadalajara
La arquidiócesis de Guadalajara (en latín: Archidioecesis Guadalaiarensis) es una circunscripción eclesiástica de la Iglesia católica en México. Se trata de una arquidiócesis latina, sede metropolitana de la provincia eclesiástica de Guadalajara. Desde el 7 de diciembre de 2011 su arzobispo es el cardenal José Francisco Robles Ortega.

## Territorio y organización

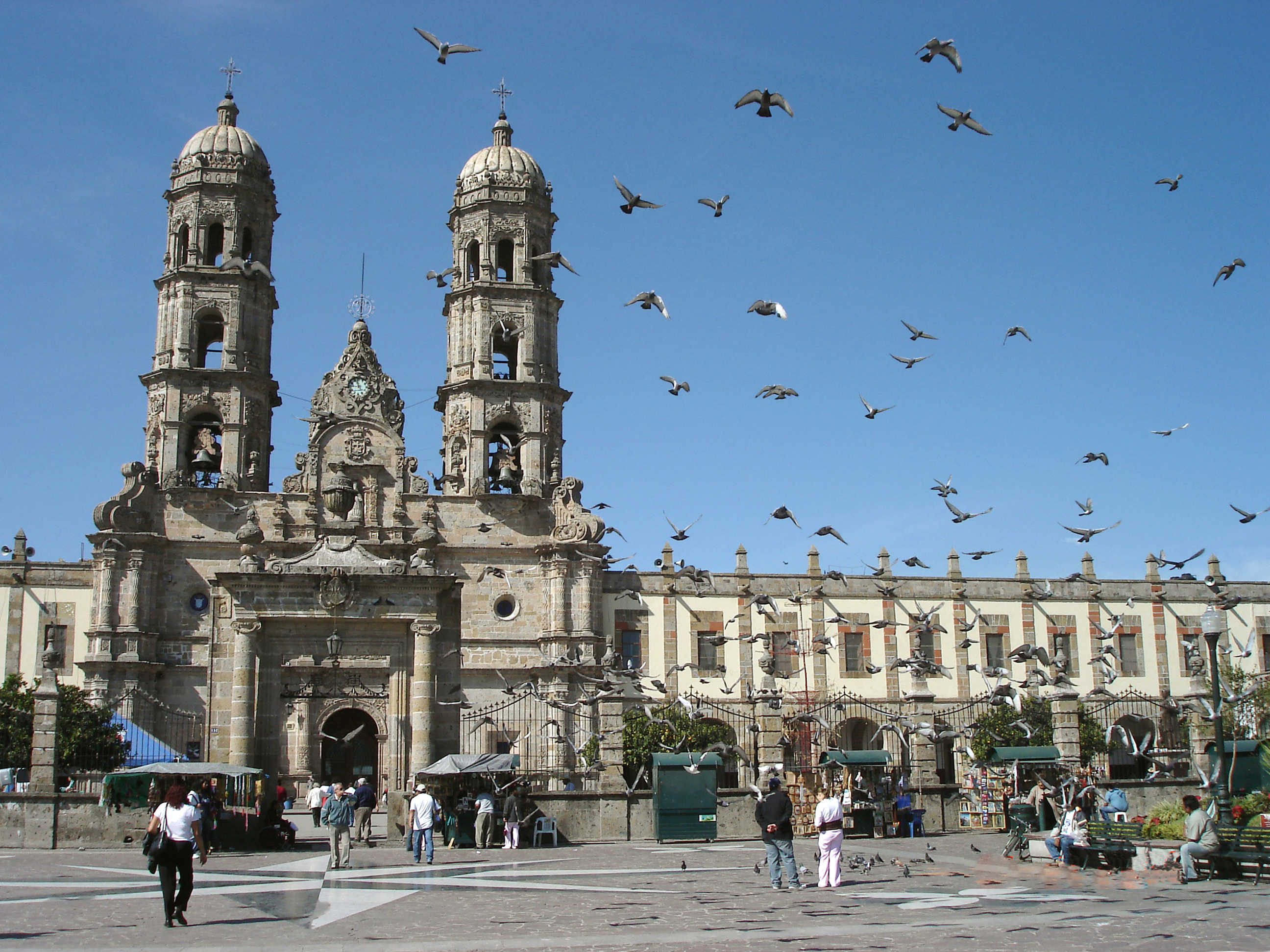
basílica menor de Nuestra Señora, en Zapopan

La arquidiócesis tiene 20,827 km² y extiende su jurisdicción sobre los fieles católicos de rito latino residentes en 
- Municipios del estado de Jalisco: Guadalajara, Acatlán de Juárez, Ahualulco de Mercado, Amatitán, Ameca, San Juanito de Escobedo, El Arenal, La Barca, Bolaños, Cocula, Cuquío, Chapala, Chimaltitán, Etzatlán, Hostotipaquillo, Ixtlahuacán de los Membrillos, Ixtlahuacán del Río,  Jamay, Jocotepec, Juanacatlán, Magdalena, Ocotlán, Poncitlán, El Salto, San Cristóbal de la Barranca, San Marcos, San Martín de Bolaños, San Martín Hidalgo, Tala, Tequila, Teuchitlán, Tlajomulco de Zúñiga, San Pedro Tlaquepaque, Tonalá, Totatiche, Villa Corona, Villa Guerrero, Zapopan, Zapotlán del Rey, Zapotlanejo y parte del municipio de Tuxcueca.
- Municipios del estado de Nayarit: Amatlán de Cañas y La Yesca.
- Municipios del estado de Zacatecas: Apozol, Apulco, Benito Juárez, Trinidad García de la Cadena, Juchipila, Mezquital del Oro, Moyahua de Estrada, Nochistlán de Mejía, Teúl de González Ortega y  Santa María de la Paz. [1][2] Forma parte de la Zona Pastoral Occidente.

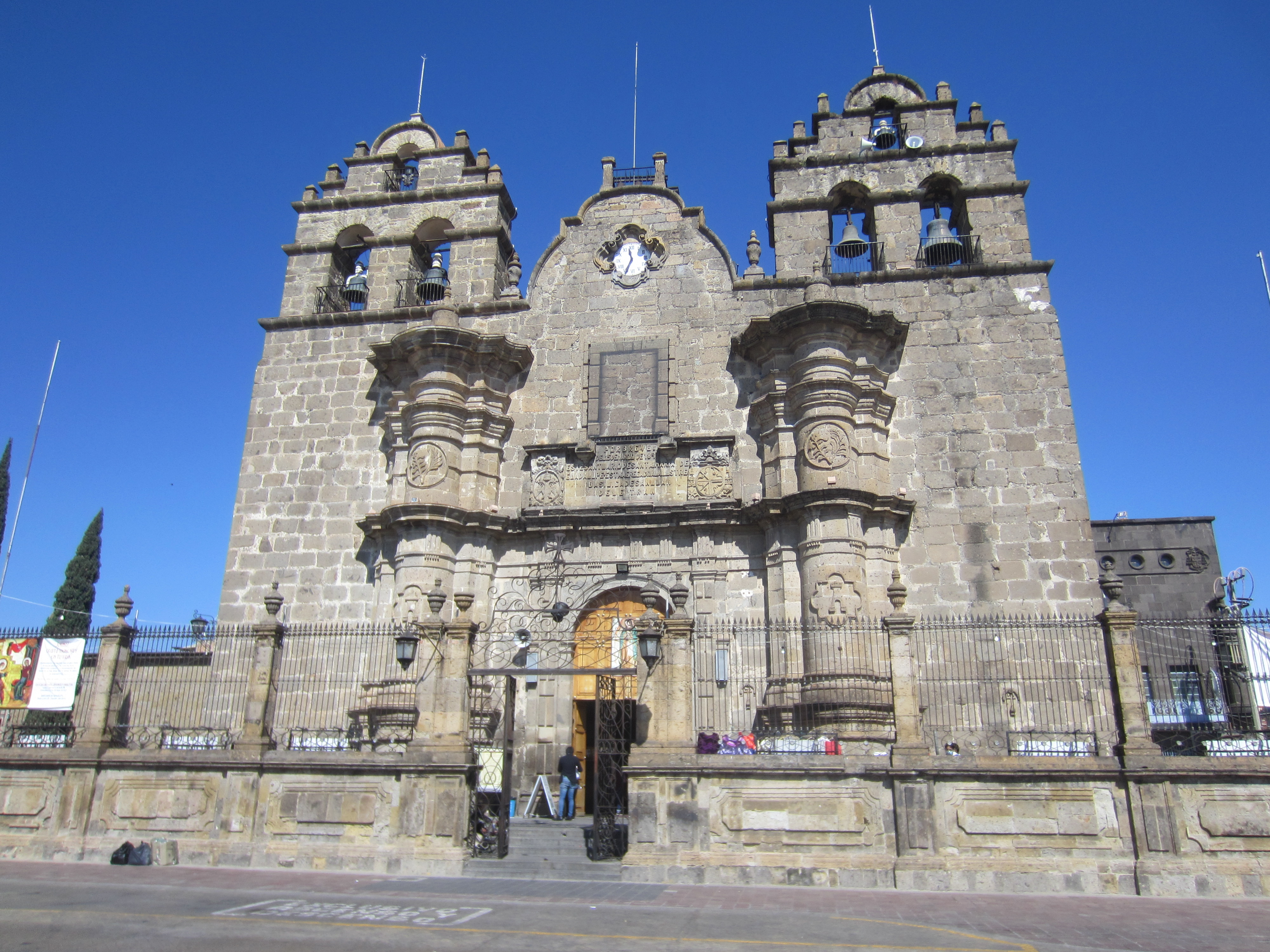
Santuario de Nuestra Señora de Guadalupe, en Guadalajara

La sede de la arquidiócesis se encuentra en la ciudad de Guadalajara, en donde se halla la Catedral basílica de la Asunción de María Santísima y la basílica de San Felipe Neri. En el territorio se encuentra además la basílica menor de Nuestra Señora, en Zapopan.
La arquidiócesis tiene como sufragáneas a las diócesis de: Aguascalientes, Autlán, Ciudad Guzmán, San Juan de los Lagos, Tepic, Colima y la prelatura territorial de Jesús María, el Nayar.
En 2021 en la arquidiócesis existían 493 parroquias agrupadas en 53 decanatos a su vez agrupados en 16 vicarias episcopales:
| Vicaría El Santuario de Guadalupe              | Vicaría El Señor Grande, Ameca    | Vicaría El Señor de la Misericordia, Ocotlán | Vicaría El Señor de los Rayos, Temastián     |
| Vicaría Los Santos Mártires Mexicanos          | Vicaría Nuestra Señora de Lourdes | Vicaría Nuestra Señora de Zapopan            | Vicaría Nuestra Señora del Rosario, Atemajac |
| Vicaría Nuestra Señora del Rosario, Toluquilla | Vicaría San Andrés                | Vicaría San Antonio, Tlajomulco              | Vicaría San Francisco de Asís, Chapala       |
| Vicaría San Francisco, Nochistlán              | Vicaría San José de Analco        | Vicaría San Pedro                            | Vicaría Santa Cecilia                        |

## Historia

### Diócesis
La diócesis de Compostela en la Nueva Galicia fue erigida el 13 de julio de 1548 con la bula Super specula del papa Paulo III, tomando su territorio de la entonces diócesis de Michoacán. El 10 de mayo de 1560 se trasladó la sede a Guadalajara.
El 28 de septiembre de 1620 cedió una porción de su territorio para la erección de la entonces diócesis de Nueva Vizcaya, mediante la bula Altitudo del papa Paulo V (emitida el 11 de octubre de 1620).
El 15 de diciembre de 1777 cedió otra porción de su territorio para la erección de la entonces diócesis de Linares o Nuevo León, mediante la bula Relata semper del 15 de diciembre de 1777 del papa Pío VI.
El 31 de agosto de 1854 cedió otra porción de su territorio para la erección de la entonces diócesis de San Luis Potosí, mediante la bula Deo Optimo Maximo largiente del 31 de agosto de 1854 del papa Pío IX. 

### Seminario
El seminario diocesano fue fundado por el obispo Felipe Galindo Chávez y Pineda el 9 de septiembre de 1696 y renovado a principios del siglo XIX.

### Arquidiócesis
El 26 de enero de 1863 cedió otra porción de su territorio para la erección de la diócesis de Zacatecas y al mismo tiempo fue elevada al rango de arquidiócesis metropolitana con la bula Romana Ecclesia del papa Pío IX.
Posteriormente, cedió más porciones de su territorio para la erección de:
- la diócesis de Colima el 11 de diciembre de 1881 mediante la bula Si principum del papa León XIII;[11]
- la diócesis de Tepic el 23 de junio de 1891 mediante la bula Illud in Primis del papa León XIII;[12]
- la diócesis de Aguascalientes el 27 de agosto de 1899 mediante la bula Apostolica Sedes del papa León XIII;[13]
- la diócesis de Autlán el 28 de enero de 1961 mediante la bula Cristifidelium del papa Juan XXIII;[14]
- la diócesis de Ciudad Guzmán y
- de San Juan de los Lagos el 25 de marzo de 1972 mediante la bula Qui omnium del papa Pablo VI.[15]

El 5 de julio de 1957, con la carta apostólica Ad peculiari studio, el papa Pío XII proclamó a la Santísima Virgen María, venerada con la advocación de Virgen de San Juan de los Lagos, como patrona principal de la arquidiócesis.
En 1979 recibió la visita del papa Juan Pablo II durante su viaje apostólico a México.
El 18 de octubre de 1988, con la carta apostólica Antiquis a temporibus, el papa Juan Pablo II confirmó a la Santísima Virgen María, conocida con el nombre de Virgen de Zapopan, como patrona de la arquidiócesis.
El 24 de mayo de 1993 fue asesinado el cardenal arzobispo Juan Jesús Posadas Ocampo,en el estacionamiento del Aeropuerto Internacional de Guadalajara; su auto fue acribillado con 14 balazos. Después se supo que los autores intelectuales del magnicidio fueron Juan Francisco Murillo Díaz alias "El Güero Jaibo" y Édgar Nicolás Villegas alias "El Negro", destacados miembros del Cártel de Tijuana, quienes habían ordenado el asesinato del cardenal por su lucha contra el narcotráfico. Posadas Ocampo fue incluido por el papa Juan Pablo II en la larga lista de mártires del siglo XX.

## Estadísticas
Según el Anuario Pontificio 2022 la arquidiócesis tenía a fines de 2021 un total de 5 860 980 fieles bautizados.
| Año                                                                             | Población            | Población | Población      | Sacerdotes | Sacerdotes    | Sacerdotes    | Bautizados por sacerdote | Diáconos permanentes | Religiosos | Religiosos | Parroquias |
| Año                                                                             | Bautizados católicos | Total     | % de católicos | Total      | Clero secular | Clero regular | Bautizados por sacerdote | Diáconos permanentes | Varones    | Mujeres    | Parroquias |
| ------------------------------------------------------------------------------- | -------------------- | --------- | -------------- | ---------- | ------------- | ------------- | ------------------------ | -------------------- | ---------- | ---------- | ---------- |
| 1950                                                                            | 1 390 000            | 1 410 000 | 98.6           | 696        | 630           | 66            | 1997                     |                      | 196        | 1507       | 128        |
| 1966                                                                            | 2 100 000            | 2 150 000 | 97.7           | 917        | 755           | 162           | 2290                     |                      | 336        | 2415       | 141        |
| 1970                                                                            | ?                    | 2 591 228 | ?              | 961        | 741           | 220           | ?                        |                      | 430        | 2500       | 161        |
| 1976                                                                            | 2 235 000            | 2 350 000 | 95.1           | 851        | 622           | 229           | 2626                     |                      | 414        | 2442       | 169        |
| 1980                                                                            | 2 442 000            | 2 599 000 | 94.0           | 922        | 672           | 250           | 2648                     |                      | 460        | 2820       | 202        |
| 1990                                                                            | 4 176 000            | 4 396 000 | 95.0           | 837        | 747           | 90            | 4989                     | 1                    | 284        | 2358       | 253        |
| 1999                                                                            | 5 700 000            | 6 000     | 95.0           | 1332       | 906           | 426           | 4279                     | 2                    | 970        | 3282       | 344        |
| 2000                                                                            | 5 890 000            | 6 200 000 | 95.0           | 1343       | 917           | 426           | 4385                     | 2                    | 1022       | 3365       | 358        |
| 2001                                                                            | 5 733 000            | 6 300 000 | 91.0           | 1210       | 924           | 286           | 4738                     | 2                    | 783        | 3633       | 365        |
| 2002                                                                            | 5 715 000            | 6 300 000 | 90.7           | 1270       | 982           | 288           | 4500                     | 2                    | 832        | 3387       | 385        |
| 2003                                                                            | 5 915 000            | 6 500 000 | 91.0           | 1341       | 993           | 348           | 4410                     | 1                    | 844        | 2893       | 393        |
| 2004                                                                            | 6 011 044            | 6 600 000 | 91.1           | 1354       | 1007          | 347           | 4439                     | 4                    | 997        | 3189       | 399        |
| 2006                                                                            | 6 164 000            | 6 773 000 | 91.0           | 1327       | 992           | 335           | 4645                     | 3                    | 851        | 2948       | 419        |
| 2013                                                                            | 5 355 000            | 5 950 000 | 90.0           | 1469       | 1116          | 353           | 3645                     | 3                    | 821        | 2977       | 459        |
| 2016                                                                            | 5 525 359            | 6 168 300 | 89.6           | 1588       | 1243          | 345           | 3479                     | 2                    | 804        | 2893       | 477        |
| 2019                                                                            | 5 692 300            | 6 229 800 | 91.4           | 1613       | 1271          | 342           | 3529                     | 2                    | 755        | 2910       | 493        |
| 2021                                                                            | 5 860 980            | 6 415 900 | 91.4           | 1626       | 1293          | 333           | 3604                     | 2                    | 675        | 2479       | 493        |
| Fuente: Catholic-Hierarchy, que a su vez toma los datos del Anuario Pontificio. |                      |           |                |            |               |               |                          |                      |            |            |            |

## Episcopologio
Últimos cinco titulares:
| Foto | Escudo | Nombre del titular                    | Período                                    | Fin del cargo (razón) |
| ---- | ------ | ------------------------------------- | ------------------------------------------ | --------------------- |
|      |        | José cardenal Garibi y Rivera †       | 18 de febrero de 1936-1 de marzo de 1969   | Retirado              |
|      |        | José cardenal Salazar López †         | 21 de febrero de 1970-15 de mayo de 1987   | Retirado              |
|      |        | Juan Jesús cardenal Posadas Ocampo †  | 15 de mayo de 1987-24 de mayo de 1993      | Falleció              |
|      |        | Juan cardenal Sandoval Íñiguez        | 21 de abril de 1994-7 de diciembre de 2011 | Retirado              |
|      |        | José Francisco cardenal Robles Ortega | Desde el 7 de diciembre de 2011            |                       |